# 暹羅紋胸鮡
暹羅紋胸鮡（学名：Glyptothorax siamensis），為輻鰭魚綱鯰形目鮡科的其中一種，為熱帶淡水魚類，分布於亞洲馬來西亞及泰國淡水流域，體長可達9.3分，棲息在底層水域，生活習性不明。
种加名 siamensis 意为“暹罗的”。